# Čeburaška va a scuola
Čeburaška (in russo Чебурашка идёт в школу?, Čeburaška idët v školu) è un cartone animato sovietico in stop-motion del 1983 diretto da Roman Kačanov.

## Episodi della serie
- Il coccodrillo Gena (Крокодил Гена, 1969)
- Čeburaška (Чебурашка, 1971)
- Šapokljak (Шапокляк, 1974)
- Čeburaška va a scuola (Чебурашка идёт в школу, 1983)